# Métro d'Abou Dabi
Le métro d'Abou Dabi est un projet de métro qui doit voir le jour à Abou Dabi, capitale des Émirats arabes unis.

## Caractéristiques
Le réseau doit compter 131 km de lignes, échelonnées de stations tous les 3 à 5 kilomètres en moyenne, voire tous les 1 à 2 kilomètres pour les zones à forte densité de population.
Un service express dédié devrait être établi entre l’aéroport international et le quartier des affaires, permettant d’enregistrer les bagages en ville et comportant des voitures spéciales pour les bagages enregistrés.
Une inauguration de cette infrastructure était initialement prévue pour 2016 (les rames devant être opérationnelles en 2014) et dans un avenir plus lointain, le réseau métropolitain d'Abou Dabi devait être connecté à celui de Dubaï.
Dans le cadre du plan initial, la première phase devait être terminée d'ici 2015, mais dès 2013 il est annoncé qu'elle ne serait opérationnelle au plus tôt qu'en 2018-2019.
En octobre 2016, le projet a été arrêté. Il n'y a eu aucune annonce ou mise à jour officielle concernant le projet depuis mars 2016.